# Сыранков, Сергей Александрович
Сергей Александрович Сыранков (бел. Сяргей Аляксандравіч Сыранкоў; 14 августа 1983, Краснополье, Краснопольский район, Могилёвская область, Белорусская ССР, СССР) — белорусский политический деятель, кандидат в Президенты Республики Беларусь на выборах 2025 года.

## Биография
Сергей Александрович Сыранков родился 14 августа 1983 года в посёлке Краснополье. Окончил Могилевский государственный университет имени А. А. Кулешова по специальности «Английский и немецкий языки». Прошёл профессиональную переподготовку на базе высшего образования в Академии управления при Президенте Республики Беларусь по специальности «Государственное управление и идеология».
В период с 2005 по 2006 год по программе студенческого обмена проходил стажировку в США, за что был подвержен резкой критике своих соратников по коммунистическому движению.
С 2007 года трудится на Краснопольщине. Работал учителем иностранных языков, директором школы, главным специалистом отдела идеологической работы Краснопольского райисполкома, начальником отдела образования, спорта и туризма Краснопольского районного исполнительного комитета.
Бывший депутат Палаты представителей Национального собрания Республики Беларусь. Занимался депутатской деятельностью в VII созыве Парламента (2019—2023).

### Президентские выборы в Беларуси 2025
В октябре 2024 года Сергей Сыранков подал документы в ЦИК и выдвинулся в кандидаты в Президенты Республики Беларусь. 23 декабря официально зарегистрирован кандидатом.
9 января 2025 года была выложена предвыборная программа Сергея Сыранкова на официальном сайте Коммунистической партии Беларуси. В программе указано, что Сыранков идёт на выборы не вместо, а вместе с нынешним президентом Беларуси — Александром Григорьевичем Лукашенко.